# 佐藤食品工業
佐藤食品工業株式会社（さとうしょくひんこうぎょう、英: Sato Foods Industries Co., Ltd. ）は、愛知県小牧市に本社を置く、主に天然調味料、茶エキス、及び粉末酒を製造する企業（株式会社）。

## 概説
創業は1950年（昭和25年）5月1日。会社としては、1954年（昭和29年）10月21日に有限会社佐藤食品工業所として設立し、1962年（昭和37年）5月に組織変更により佐藤食品工業株式会社となっている。世界で初めてアルコールの粉末化に成功した企業である。
1991年（平成3年）に株式を店頭公開し、2003年（平成15年）からジャスダックに上場している。かつては新潟県の佐藤食品工業（現：サトウ食品）（東証2部）と全く同一の社名であったが、表記はそのまま佐藤食品工業となっている。銘柄略称は「サトー」である。
2005年（平成17年）からSFCGグループのT-ZONEキャピタルが株式を取得するようになり、増資などで出資比率が引き上げられて、2007年（平成19年）8月にSFCGグループが株式の過半数を取得する。しかし、2009年（平成21年）2月23日に株式会社SFCGが民事再生法の適用を申請。それに先立つ同月20日に、SFCGの子会社である株式会社TZCIが保有する当社株式（発行済み株式総数の50.5%）に対して、日本振興銀行が担保権を実行して親会社となった。なお日本振興銀行はその後株式を売却し、2009年（平成21年）6月には親会社からその他の関係会社になり、2010年（平成22年）1月25日に全保有株式を日産アセット株式会社に譲渡。日産アセットがその他の関係会社となった。さらに2012年（平成24年）1月12日に実施した自己株式取得に対し、日産アセットは全保有株式を売却し、同社との資本関係もなくなっている。

## 沿革
- 1954年（昭和29年） - 有限会社佐藤食品工業を設立し、新タイプの白醤油を製造販売開始。
- 1962年（昭和37年） - 佐藤食品工業株式会社に組織変更。
- 1966年（昭和41年） - 三重工場を開設。
- 1967年（昭和42年） - 小牧工場を開設。
- 1990年（平成2年） - 本社屋が完成。
- 1991年（平成3年） - ジャスダック上場。
- 2000年（平成12年） - 小牧第二工場が稼動開始。
- 2006年（平成18年） - 第三工場第一期工事が竣工。4月に稼動開始。
- 2008年（平成20年） - 第三工場第二期工事着工。

## 主な製品
- 粉末酒「アルコック・ライトカクテル」